# (13917) Correggia
(13917) Correggia (1984 EQ) – planetoida z grupy pasa głównego asteroid okrążająca Słońce w ciągu 5,4 lat w średniej odległości 3,08 j.a. Odkryta 6 marca 1984 roku.